# OWASP
Het Open Worldwide Application Security Project (OWASP) is een open source-project rond computerbeveiliging. Individuen, scholen en bedrijven delen via dit platform informatie en technieken.
Mark Curphey begon op 9 september 2001 met OWASP en het werd officieel op 21 april 2004. In 2014 is Michael Coates de voorzitter en sindsdien heeft  OWASP ongeveer 200 afdelingen in honderd landen. Oorspronkelijk was de naam Open Web Application Security Project. In 2023 werd Web vervangen door Worldwide, aangezien het niet langer enkel om het web gaat.